# BLU-107 Durandal
BLU-107 Durandal – francuska przeciwbetonowa bomba lotnicza, przeznaczona do niszczenia pasów startowych, opracowana przez firmę MATRA, obecnie MBDA France będącą częścią europejskiego konsorcjum EADS. Nazwana na cześć legendarnego miecza Rolanda.
BLU-107 zaprojektowano do zrzutu z małej wysokości. Opadanie bomby jest opóźniane przez spadochron hamujący i jednocześnie ustawiający ją w pozycji pionowej. Po ustawieniu się Durandala w tej pozycji zostaje uruchomiony przyspieszacz rakietowy, który wbija bombę w cel na głębokość do 40 centymetrów (przebijalność betonu). Po ustaniu ruchu bomba eksploduje powodując powstanie w powierzchni pasa startowego krateru o powierzchni około 200 m², bardzo trudnego do naprawienia i skutecznie opóźniającego przywrócenie użyteczności lotniska.
Bomba ta była przeznaczona do zrzucania z samolotów francuskich, stanowiących trzon lotnictwa izraelskiego. Po jej zrzuceniu z odpowiedniego pułapu uruchamiał się spadochron spowalniający opadanie, a później silniczki rakietowe ustawiające ją pod kątem 60° do pionu. Po osiągnięciu zaprogramowanej wysokości nad celem uruchamiał się przyspieszacz rakietowy wbijający bombę w cel. Eksplozja powodowała wybicie krateru o głębokości 5 metrów, skutecznie uniemożliwiając użytkowanie pasa przez samoloty odrzutowe przeciwnika.
Podobne bomby, projektu francusko-izraelskiego, zostały użyte w 1967 r. podczas wojny sześciodniowej. Okazały się bardzo skuteczna, unieruchamiając, a następnie niszcząc lotnictwo egipskie jeszcze na ziemi.
Od 1982 roku Laboratorium Napędu Rakietowego Sił Powietrznych Stanów Zjednoczonych prowadziło badania nad usprawnieniem przyspieszacza rakietowego bomby BLU-107 Durandal, a w roku 1988 przeprowadzono pierwsze jej zrzuty z samolotów amerykańskich. Podczas wojny w Zatoce Perskiej używano bomb Durandal do niszczenia irackich lotnisk, przeważnie podczas nalotów nocnych, bombami przenoszonymi na samolotach General Dynamics F-111 startujących z baz na terenie Turcji.